# جيراسيموس الثاني بالادا
جيراسيموس الثاني بالادا (باليونانية: Γεράσιμος Β' Παλλαδάς)‏ بطريرك الإسكندرية للروم الأرثوذكس من 1688 الي 1710. تم تكريمه كقديس من الكنيسة الأرثوذكسية الشرقية ويتم الاحتفال به سنويًا في 16 يناير .  